# Amphinemura tragula
Amphinemura tragula is een steenvlieg uit de familie beeksteenvliegen (Nemouridae). De wetenschappelijke naam van de soort is voor het eerst geldig gepubliceerd in 1950 door Kimmins.